# King of Portugal
King of Portugal is een single van Al Stewart uitgebracht in de winter van 1988-1989. Het is afkomstig van zijn album Last days of the century. Ook deze combinatie van elpee en singles kon de carrière van Al Stewart niet meer vlottrekken. Noch album nog singles haalden de hitparades. Stewart schreef nogal eens over historische figuren, doch hier wordt geen specifieke koning van Portugal bedoeld. Het is de wens van Stewart ooit eens als een koning door Portugal te reizen.
De B-kant van de single was een remix van King of Portugal.